# Haplostoma eruca
Haplostoma eruca är en kräftdjursart som först beskrevs av Norman 1869.  Haplostoma eruca ingår i släktet Haplostoma, och familjen Haplostomidae. Arten har ej påträffats i Sverige.